# Emilie Ågheim Kalkenberg
Emilie Ågheim Kalkenberg (* 6. Juli 1997 in Mo i Rana, Nordland) ist eine norwegische Biathletin. Nach mehreren Medaillen im Juniorenbereich gab sie 2018 ihr Debüt im Weltcup und ist seither erweiterter Teil der Nationalmannschaft. Mit der Staffel gelang ihr auf der höchsten Ebene ein Podestplatz, 2021 wurde sie Europameisterin mit der Mixedstaffel.

## Sportliche Laufbahn

### Juniorenbereich und EM-Medaille
Emilie Kalkenberg bestritt als Juniorin zunächst einige Skilanglaufwettkämpfe und nahm unter anderem 2014 an den norwegischen Meisterschaften teil. Ihre ersten internationalen Rennen im Biathlon lief sie im Januar 2016 bei den Jugendweltmeisterschaften im rumänischen Cheile Grădiștei, wo sie im Sprint hinter Karoline Erdal die Silber- und mit der norwegischen Staffel um Erdal und Kristina Skjevdal die Bronzemedaille gewann. Im Winter 2016/17 folgten zwei Einsätze im IBU-Cup und der Start bei der Junioren-WM, auch an den Europameisterschaften nahm sie teil und wurde im Sprint immerhin 32. In der Folgesaison startete die Norwegerin fast durchgehend im IBU-Cup und verpasste als Vierte der Verfolgung in der Lenzerheide ein erstes Podest nur knapp. Ihren ersten Sieg erzielte sie im Dezember 2017 in Obertilliach, als sie gemeinsam mit Karoline Offigstad Knotten, Vetle Sjåstad Christiansen und Vegard Gjermundshaug das Mixedstaffelrennen gewann. Daraufhin erfolgte in Oberhof auch der erste Einsatz im Weltcup, mit Rang 69 im Sprint verfehlte sie sowohl die Punkteränge als auch die Qualifikation für das Verfolgungsrennen. Ihre erste Medaille auf Seniorenebene ergatterte Kalkenberg bei den Europameisterschaften 2018, im Mixedwettkampf gewann sie gemeinsam mit Kaia Wøien Nicolaisen, Håvard Bogetveit und Fredrik Gjesbakk Bronze. Den Abschluss ihrer Juniorenkarriere bildete kurz darauf die Junioren-WM, wo sie mit der Staffel auf den Silberrang lief, nach Saisonende gewann sie bei den norwegischen Meisterschaften in Sprint und Verfolgung, jeweils hinter Marte Olsbu, die Silbermedaille.

### Zwischen Welt- und IBU-Cup

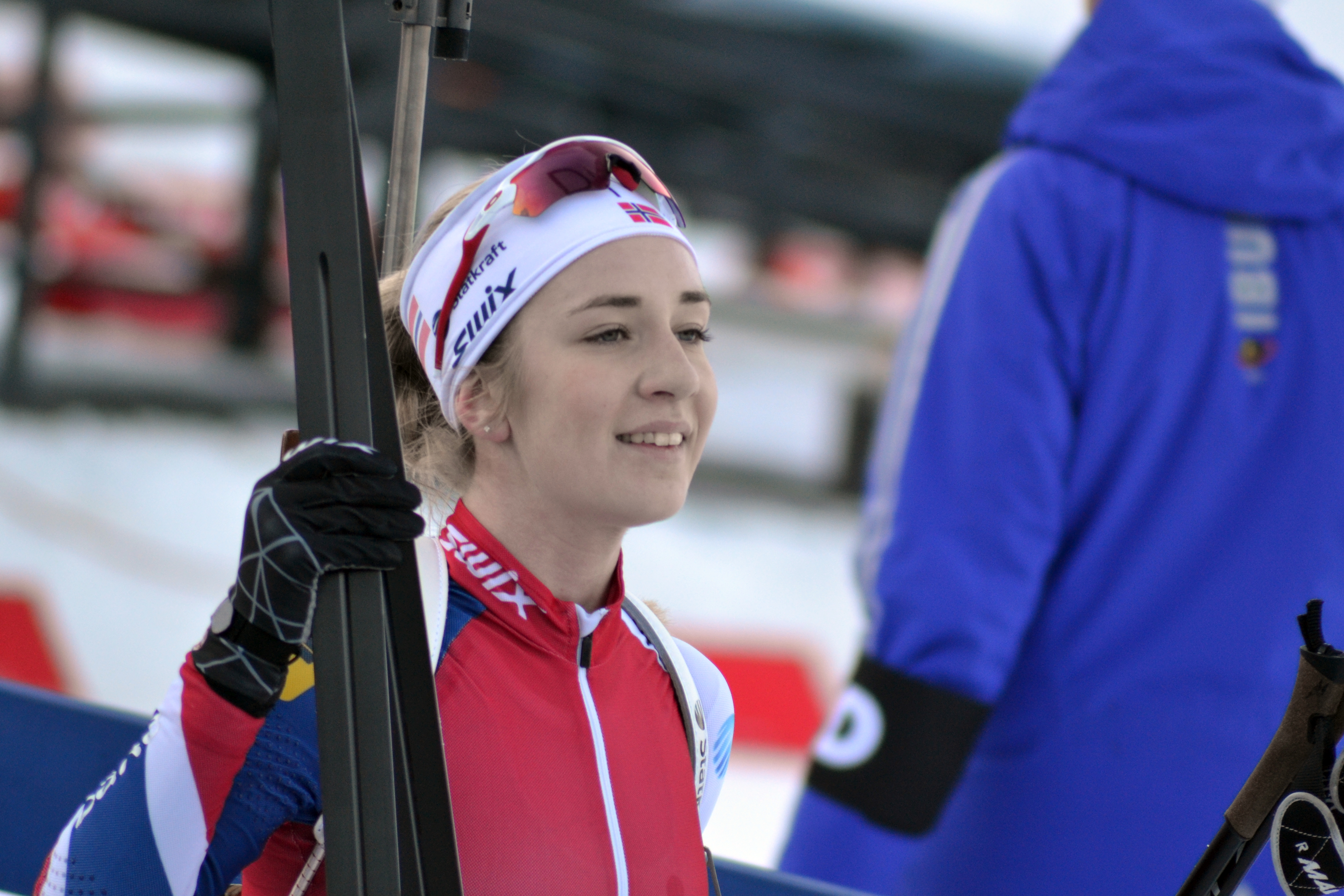
Kalkenberg bei der EM 2017

In der Saison 2018/19 startete Kalkenberg erstmals regulär im Weltcup und erzielte in Hochfilzen mit Rang 37 im Sprint ihre ersten Ranglistenpunkte. Ihr bestes Saisonergebnis stellte sie im Februar in Canmore als 20. des verkürzten Einzels auf, am selben Ort lief sie mit Ingrid Landmark Tandrevold, Tiril Eckhoff und Marte Olsbu Røiseland auf den zweiten Rang im Staffelbewerb, wobei sie das Team mit zwei Strafrunden zunächst ins Hintertreffen brachte. Zum Saisonende startete die Norwegerin wieder im IBU-Cup und wurde unter anderem einmal 16. Auch die folgenden Jahre verliefen für Kalkenberg durchschnittlich, sodass sie zwischen den zwei Rennebenen pendelte. Bei den Europameisterschaften 2020 resultierte kein Top-20-Ergebnis, am Ende selbiger Saison erzielte sie mit Rang 15 im Verfolger von Kontiolahti ihr bis dahin bestes Individualergebnis. Dieses konnte Kalkenberg zu Beginn des Winters 2020/21 um einen Rang unterbieten, wusste sonst aber nicht zu überzeugen, sodass sie nach dem Jahreswechsel im IBU-Cup startete und später auch an den Europameisterschaften teilnahm, wo sie im Sprint Platz sechs belegte und mit der Mixedstaffel um Åsne Skrede, Erlend Bjøntegaard und Sivert Bakken die Goldmedaille gewann. In Obertilliach fuhr die Norwegerin im Sprint, zeitgleich mit Anastassija Jegorowa, ihren ersten Einzelsieg auf der zweithöchsten Rennebene ein und empfahl sich somit für das Weltcupfinale in Östersund. Dort lief sie im Verfolgungsrennen bei extremen Bedingungen nach 18 Treffern von Startposition 21 überraschend auf den fünften Rang, womit sie sich für den Massenstart qualifizierte und diesen nach einem weiteren guten Wettkampf auf Platz 10 abschloss. Im Gesamtklassement belegte sie den 47. Schlussrang.
Ihr zweitbestes Karriereresultat erzielte Kalkenberg beim saisoneröffnenden Einzel 2021/22, welches sie nach einem Schießfehler als Siebte abschloss. Nach einer ansonsten weitgehend durchschnittlichen Saison nahm sie als Teil der Nationalmannschaft an den Olympischen Winterspielen 2022 in Peking teil, wo sie das Einzelrennen bestritt und Rang 38 belegte. Auch 2022/23 bestritt die Norwegerin bis zum Jahreswechsel die Wettkämpfe im Weltcup und erreichte als Höhepunkt Platz 15 im Sprint von Kontiolahti sowie Rang fünf mit der Damenstaffel in Hochfilzen. Erfolgreich verlief das Saisonfinale im IBU-Cup im kanadischen Canmore, wo Kalkenberg Sprint und Supersprint für sich entscheiden konnte und auch mit der Mixedstaffel triumphierte. Auch zu Beginn des Folgewinters siegte die 26-jährige zweifach und wurde ein weiteres Mal in den Weltcup berufen, konnte dort aber nur geringfügig überzeugen.

## Persönliches
Emilie Kalkenberg wurde in Mo i Rana geboren und stammt aus dem Dorf Skonseng im dünn besiedelten Norden Norwegens. Sie lebt in Lillehammer. Als Kind litt sie zwei Jahre lang unter Myalgischer Enzephalomyelitis/Chronischem Fatigue-Syndrom.

## Statistiken

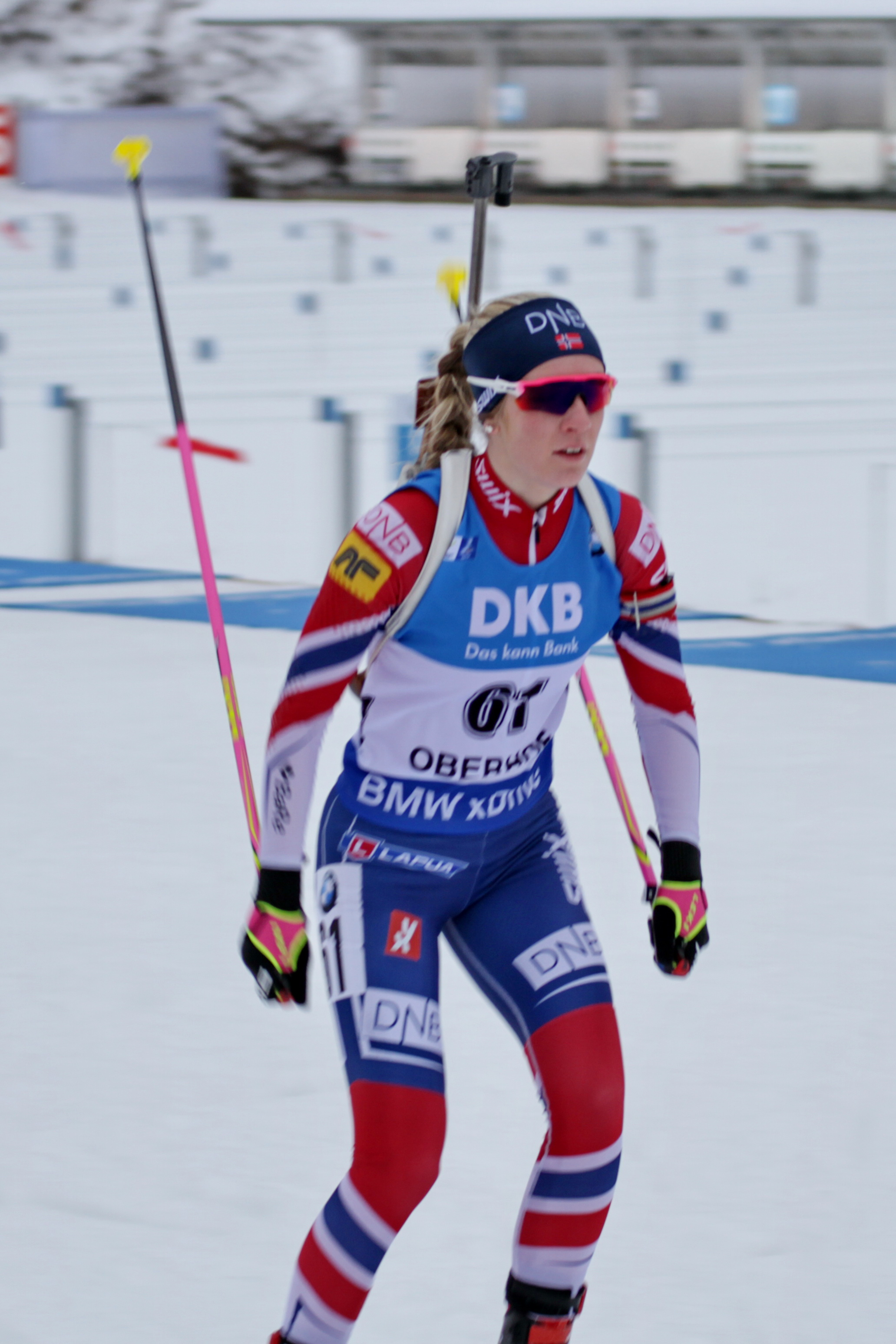
Kalkenberg 2020 in Oberhof

### Weltcupplatzierungen
Die Tabelle zeigt alle Platzierungen (je nach Austragungsjahr einschließlich Olympische Spiele und Weltmeisterschaften).
- 1.–3. Platz: Anzahl der Podiumsplatzierungen
- Top 10: Anzahl der Platzierungen unter den ersten zehn (einschließlich Podium)
- Punkteränge: Anzahl der Platzierungen innerhalb der Punkteränge (einschließlich Podium und Top 10)
- Starts: Anzahl gelaufener Rennen in der jeweiligen Disziplin
- Staffel: inklusive Mixed- und Single-Mixed-Staffeln

| Platzierung            | Einzel | Sprint | Verfolgung | Massenstart | Staffel | Gesamt |
| ---------------------- | ------ | ------ | ---------- | ----------- | ------- | ------ |
| 1. Platz               |        |        |            |             |         |        |
| 2. Platz               |        |        |            |             | 1       | 1      |
| 3. Platz               |        |        |            |             |         |        |
| Top 10                 | 1      |        | 1          | 1           | 4       | 7      |
| Punkteränge            | 2      | 12     | 7          | 1           | 4       | 26     |
| Starts                 | 7      | 28     | 15         | 1           | 4       | 55     |
| Stand: 31. Januar 2024 |        |        |            |             |         |        |

### Olympische Winterspiele
Ergebnisse bei Olympischen Winterspielen:
|                                        | Einzelwettbewerbe | Einzelwettbewerbe | Einzelwettbewerbe | Einzelwettbewerbe | Staffelwettbewerbe | Staffelwettbewerbe |
| Einzel                                 | Sprint            | Verfolgung        | Massenstart       | Damenstaffel      | Mixedstaffel       |                    |
| -------------------------------------- | ----------------- | ----------------- | ----------------- | ----------------- | ------------------ | ------------------ |
| Olympische Winterspiele 2022 \| Peking | 38.               | —                 | —                 | —                 | —                  | —                  |

### Jugend-/ Juniorenweltmeisterschaften
| Weltmeisterschaften | Weltmeisterschaften | Einzel | Sprint | Verfolgung | Staffel |
| Jahr                | Ort                 | Einzel | Sprint | Verfolgung | Staffel |
| ------------------- | ------------------- | ------ | ------ | ---------- | ------- |
| 2016                | Cheile Grădiștei    | 46.    | 2.     | 16.        | 3.      |
| 2017                | Osrblie             | –      | 35.    | 27.        | –       |
| 2018                | Otepää              | 12.    | 11.    | 7.         | 2.      |

### IBU-Cup-Siege
| Nr. | Datum         | Ort                 | Disziplin      |
| --- | ------------- | ------------------- | -------------- |
| 1.  | 17. Dez. 2017 | Obertilliach        | Mixedstaffel 1 |
| 2.  | 31. Jan. 2021 | Duszniki-Zdrój (EM) | Mixedstaffel 2 |
| 3.  | 12. März 2021 | Obertilliach        | Sprint         |
| 4.  | 26. Feb. 2023 | Canmore             | Supersprint    |
| 5.  | 1. März 2023  | Canmore             | Sprint         |
| 6.  | 4. März 2023  | Canmore             | Mixedstaffel 3 |
| 7.  | 2. Dez. 2023  | Kontiolahti         | Sprint         |
| 8.  | 3. Dez. 2023  | Kontiolahti         | Mixedstaffel 4 |